# 史丹·柯弗列斯基
史丹利·安東尼·柯弗列斯基（英語：Stanley Anthony Coveleski，1889年7月13日—1984年3月20日），原名史丹尼斯勞斯·柯瓦劉斯基（英語：Stanislaus Kowalewski）為美國職棒大聯盟的投手。生涯曾效力過運動家、印地安人、參議員與洋基等隊。1918年至1921年間，他都能穩定送出單季20勝的表現。1920年世界大賽，他更是以3場完投勝幫助印地安人拿下隊史首冠。1925年，他更是以20勝5敗幫助參議員拿下美聯冠軍。這年他還締造連13場先發拿下勝利的紀錄。柯弗列斯基的哥哥Harry也是一位大聯盟投手，不過表現相較於弟弟就遜色不少。柯弗列斯基生涯拿下215勝，其中在印地安人拿下172勝至今仍名列第三高。1969年，柯弗列斯基經由名人堂資深委員會推薦入選名人堂。

## 職業生涯

### 費城運動家與小聯盟
1909年，柯弗列斯基加入小聯盟。合計他在小聯盟打拚3個賽季，一共拿下53勝38敗。
1912年，他在小聯盟投出20勝14敗，防禦率2.53。於是他在球季末被叫上大聯盟，不過這年運動家沒能挺進世界大賽。這年他出賽5場比賽，拿下2勝1敗，防禦率3.43。球季結束後，總教練Connie Mack認為他還需要多加磨練，於是將他下放回小聯盟。
當時的運動家投手輪值中包含艾迪·普朗克、契夫·班德和傑克·庫姆斯等好手，因此柯弗列斯基的上場機會受到大幅壓縮。1914年球季結束後，印地安人的小聯盟球隊看上了柯弗列斯基。加上總教練在這年奪冠失利後打算重組陣容，因此他將柯弗列斯基交易至印地安人的小聯盟球隊。

### 克里夫蘭印地安人

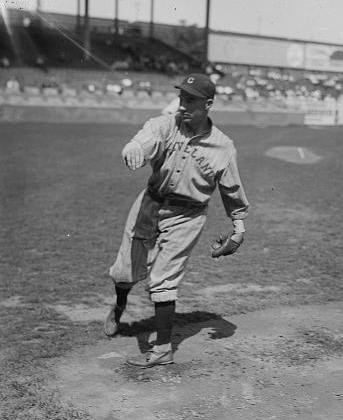
1918年的柯弗列斯基

剛開始球隊方針是讓柯弗列斯基擔任後援投手，不過在投手Ed Klepfer受傷後，球隊將柯弗列斯基轉為先發投手使用。1916年5月30日，柯弗列斯基敲出他職業生涯的唯一一發全壘打。這年他因為罹患扁桃腺發炎，使得他表現不算頂尖。該年他投出15勝13敗，防禦率3.41。他在球季結束後還因為生病而少了4.5公斤，不過所幸在球季開打前痊癒。

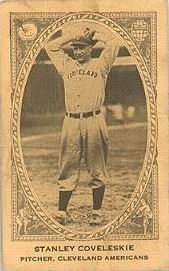
柯弗列斯基的球員卡，當時他還將他的姓氏從sky結尾改成skie結尾

儘管如此，1917年他還是擔任了球隊的開幕戰先發。這年他修正了他的投球，拿下19勝14敗，防禦率僅1.81，且拿下生涯新高的133次三振。9月19日，他面對洋基隊還投出1安打的完封勝。1918年球季，這年因為西班牙流感大流行使得球季提前結束，而柯弗列斯基拿下22勝13敗，防禦率1.82。隔年他拿下24勝12敗，防禦率2.61。
1920年球季開打前，聯盟就宣布禁止使用口水球。不過柯弗列斯基受到了祖父條款的保障而破例可以繼續使用該球種。他在前7場先發皆拿下勝投，不過他的妻子卻在季中突然去世。他也因此告假2個星期才重返投手丘。8月2日，他拿下職業生涯100勝。8月16日，他面對洋基隊敲出致勝高飛犧牲打幫助球隊1分險勝。不過這天也發生了卡爾·梅斯觸身球砸死雷·查普曼的事件。該年他拿下24勝14敗，防禦率2.49，並送出133次三振。球隊也順利闖進世界大賽。
在世界大賽上，柯弗列斯基先發3場比賽。他在前2場比賽都投出9局只失1分的完投勝，第七戰他更是投出9局完封勝，幫助印地安人拿下隊史首冠。而柯弗列斯基在系列賽也寫下0.67的防禦率，至今仍是世界大賽最低防禦率紀錄。
1921年球季末，印地安人和洋基在爭奪美聯冠軍。9月26日，印地安人派出柯弗列斯基對決洋基。不過柯弗列斯基在第三局便被洋基KO打退場，最後洋基順利拿下美聯冠軍。這年他拿下17勝14敗，防禦率為3.32。
1923年，柯弗列斯基寫下連續23局無失分的紀錄。不過這年他僅拿下13勝14敗，勝率首度跌破5成。1924年球季初，他的防禦率曾暴漲至6.49。不過6月16日，他打破由艾迪·喬斯締造的隊史160勝紀錄。9月24日，他在印地安人的最後一次先發丟了10分，使他生涯最慘一役。該年他拿下15勝16敗，防禦率4.04。球季結束後，球隊將他交易到參議員隊，換來By Speece和Carr Smith兩名選手。
儘管他在印地安人的投球內容非常出色，不過柯弗列斯基曾坦言他不喜歡在這個城市、這支球隊打球。不過他對於他的搭檔捕手Steve O'Neill仍給予高度肯定，他認為O'Neill成功幫助他放膽去投球。

### 華盛頓參議員與紐約洋基
參議員才在1924年拿下世界大賽冠軍，隔年又搶到了柯弗列斯基，使得球隊被認為是美聯冠軍大熱門。加入參議員的柯弗列斯基也成功觸底反彈，他拿下了20勝5敗，防禦率2.84為美聯最低。隊友Roger Peckinpaugh也在這年拿下MVP，參議員也不負眾人期待拿下美聯冠軍。然而柯弗列斯基卻在球季末傷到背部，使得參議員奪冠出現了變數。世界大賽第2場，柯弗列斯基在8局下被凱凱·開勒敲出超前2分砲以2比3輸球。第5場，他先發6.1局失4分再度吞敗。最後參議員鏖戰7場不敵海盜，柯弗列斯基在系列賽苦吞2敗，防禦率3.77。
1926年6月10日，柯弗列斯基投出生涯200勝。這年他拿下14勝11敗，防禦率3.12。1927年，因為華特·強森受傷，因此柯弗列斯基成為開幕戰先發投手。不過手臂傷勢讓他的表現急遽下滑，6月17日，參議員將他釋出。該年他僅拿下2勝1敗，防禦率為3.14。
1927年12月21日，柯弗列斯基與洋基隊簽約，打算東山再起。1928年，他出賽12場比賽，拿下5勝1敗，防禦率5.74。不過球隊在8月初網羅湯姆·薩克里後，便將柯弗列斯基釋出，而他也在球季結束後宣布退休。

## 晚年與紀念
退休後，柯弗列斯基曾經營過加油站，不過後來因為經濟大蕭條而關店。1969年，他和前隊友韋特·霍伊特一同入選名人堂。1984年3月20日，高齡94歲的柯弗列斯基去世。
柯弗列斯基生涯一共拿下215勝142敗，防禦率為2.89。他的職業生涯以控球精準為名，這使得他常常以不到100球便可完投9局。他曾經在一場比賽主投7局，沒有丟出任何一顆壞球。2001年，棒球數據專家Bill James給歷史上的大聯盟投手做出排名，柯弗列斯基名列史上第58名。

## 外部連結
- 球員資訊和成績在MLB，ESPN ，Retrosheet ，Baseball Reference ，Baseball Reference (Minors) ，Fangraphs ，The Baseball Cube （英文）